# Hungry Like the Wolf
Hungry Like the Wolf is een nummer van de Britse new waveband Duran Duran. Het is de tweede single van hun tweede studioalbum Rio uit 1982. Op 4 mei dat jaar werd het nummer eerst in het Verenigd Koninkrijk en Ierland op single uitgebracht. In juni volgden het Europese vasteland, Australïë, Nieuw-Zeeland, de VS, Canada en Zuid-Afrika en op 3 december de heruitgave in de VS.

## Achtergrond
De plaat werd een (grote) hit in een paar Europese landen, de VS, Canada, Oceanië en Zuid-Afrika. In thuisland het Verenigd Koninkrijk behaalde "Hungry Like the Wolf" de 5e positie in de UK Singkes Chart. In de VS werd de 3e positie behaald, Canada de nummer 1-positie, Australië de 5e, Nieuw-Zeeland, Zuid-Afrika en Ierland de 4e.
In Nederland werd de plaat regelmatig gedraaid op Hilversum 3 en werd een radiohit. Desondanks behaalde de plaat géén notering in twee van de destijds drie landelijke hitlijsten op de nationale publieke popzender.    In zowel de Nederlandse Top 40 als de TROS Top 50 werd géén notrring behaald (de plaat bleef steken op de 15e positie in de Tipparade. Alleen in de Nationale Hitparade werd met een 50e positie een notering behaald. Ook in de Europese hitlijst op Hilversum 3, de TROS Europarade, werd géén notering behaald.
In België behaalde plaat géën notering in zowel de voorloper van de Vlaamse Ultratop 50 als de Vlaamse Radio 2 Top 30 en de Waalse hitlijst.
Ook andere artiesten hebben profijt van de populariteit van de plaat, bijvoorbeeld de band Guild Of Ages, die er in 1999 een coverversie van opneemt.